# 天気予報の恋人
『天気予報の恋人』（てんきよほうのこいびと）は、2000年4月10日から6月26日まで毎週月曜日21:00 - 21:54に、フジテレビ系の「月9」枠で放送されていたテレビドラマ。主演は佐藤浩市。全12回。
月9の前々作『氷の世界』、前作『二千年の恋』のようなサスペンス、ミステリー風味から路線を戻し、等身大の恋愛ドラマを志向した内容となっているが、当時の「月9」枠としては視聴率が伸び悩んだ。
2000年にフジテレビからVHSでビデオソフトが発売されているが、現在までDVDは未発売。2014年4月7日 - 22日にかけて専門チャンネル「LaLa TV」にて再放送された。

## あらすじ
満たされない日々を送る男女が、嘘から生まれた出会いを機に恋に落ちる。
離婚歴のある気象庁の気象予報官・矢野克彦は、月に2回娘に会うことが楽しみだった。ある日、矢野は職場の後輩である田口から天気予報ラジオ番組「午後2時のシンデレラ」のことを耳にする。番組を担当する「唯川幸」は「恋愛のスペシャリスト」とされる人気DJで、放送番組越しに彼女の声と語りに強く惹かれていた田口は打ち合わせを口実に何とか彼女をランチに誘えないかチャンスを伺っていた。
そんな唯川の正体は、実は恋愛に臆病なFM局社員「金子祥子」であり、番組公式ホームページに掲載している「唯川幸」顔画像の方には、祥子の友人であり（日中は祥子が勤務しているFM局食堂ウェイトレス、夜間はキャバクラ嬢として働いている）シングルマザーの「原田早知」の写真を本人了承の上で使っていたのだった。

## キャスト
矢野克彦〈39〉
演 - 佐藤浩市
気象庁の主任予報官。バツイチで週に一度の娘との面会を何より楽しみにしている。女心に鈍感なお天気オタク。
父親も気象庁の気象予報官だったが、そのせいで少年時代は天気予報が外れて雨が降ると、「お前の親が外した」と周りから責められていた。
原田早知〈28〉
演 - 稲森いずみ
ラジオ局の食堂でアルバイトをしている、訳ありシングルマザー（前夫は寿司職人で、早知と離婚後に独立し寿司店経営、再婚もしている）。夜はキャバクラで働く。天真爛漫な明るさが魅力の美人。
しかしその反面、大事な事を伝えようとしても、相手に聞く余裕がないと見るや伝えられずに口をつぐんでしまう、意気地なしの面を持つ。
金子祥子〈27〉
演 - 深津絵里
恋愛のスペシャリスト・唯川幸としてラジオDJを務める。しかし実際は、恋愛に臆病な超奥手。早知とは正反対の性格。
男運は悪く、本人曰く「身近な美女（例えば早知や郁子）にいつも取られる」とのこと。
田口正二〈30〉
演 - 矢部浩之（ナインティナイン）
気象予報官。未だ見ぬ唯川幸の大ファンで、矢野が2人のサチと出会うきっかけを作る。周りが見えていないところがある。
郁子が自分に思いを寄せているとは気づかず、時に激怒した彼女によって散々な目にあうことも。
原田達也〈5〉
演 - 井上滉稀
早知の長男。
須藤郁子〈25〉
演 - 米倉涼子
気象庁勤務の事務員。小柄な祥子とは違って早知と同じ長身。普段は無口で化粧気がないが、実は道行く男達が振り返るほどの美貌の持ち主。田口に思いを寄せる。
終盤では田口への思いに見切りをつけ、田口に自分はあなたと付き合わないと告げた。
川村正太郎〈37〉
演 - 渡辺いっけい
祥子のラジオ番組のプロデューサー。いかにも業界人というノリが特徴。
祥子のルックスが不十分だと感じ、早知の姿を顔出ししない形とはいえ、唯川幸の姿として公表することを決めた張本人。
白石潤子〈38〉
演 - 原田美枝子
矢野の前妻。矢野を嫌いになって別れたわけではなく、結婚後は彼の女性観に疑問を持ち続けていた模様。

## スタッフ
- 脚本：岡田惠和
- 音楽：溝口肇
- プロデュース：高井一郎、松村俊二
- 演出：星田良子、澤田鎌作
- プロデュース補：鈴木則子、斉藤あや
- 演出補：保坂克己、小山田雅和
- 制作主任：中井光夫
- 広報：中島良明
- 協力：バスク、フジアール、ベイシス、気象庁、TOKYO FM
- 制作：フジテレビ、共同テレビ

## 主題歌・挿入歌
主題歌
- 「SEASONS」浜崎あゆみ

挿入歌
- 「空に星があるように」BEGIN
- 「SEASONS "Acoustic Orchestra Version"」浜崎あゆみ
- 「TO BE "Acoustic Orchestra Version"」浜崎あゆみ
- 「ever free "HΛL'S MIX 2000"」浜崎あゆみ ※最終話のみ
- 「天気予報の恋人」CHAGE and ASKA ※最終話のみ

## 放送日程
| 各話                                                       | 放送日        | サブタイトル           | 演出     | 視聴率 |
| ---------------------------------------------------------- | ------------- | ---------------------- | -------- | ------ |
| vol.1                                                      | 2000年4月10日 | 嘘で始まる恋           | 星田良子 | 17.8%  |
| vol.2                                                      | 2000年4月17日 | DJ唯川幸は私じゃない   | 星田良子 | 16.1%  |
| vol.3                                                      | 2000年4月24日 | 雨中の突然のキス       | 澤田鎌作 | 15.8%  |
| vol.4                                                      | 2000年5月1日  | タイム・リミットは14時 | 澤田鎌作 | 14.7%  |
| vol.5                                                      | 2000年5月8日  | DJ唯川幸、絶体絶命!    | 星田良子 | 15.2%  |
| vol.6                                                      | 2000年5月15日 | 最後のデートの夜       | 星田良子 | 13.2%  |
| vol.7                                                      | 2000年5月22日 | びしょ濡れの告白       | 澤田鎌作 | 12.3%  |
| vol.8                                                      | 2000年5月29日 | 二人の嘘がついにバレた | 星田良子 | 13.4%  |
| vol.9                                                      | 2000年6月5日  | 彼女の真実と別れの雷鳴 | 澤田鎌作 | 14.1%  |
| vol.10                                                     | 2000年6月12日 | 二人を裂く捨て身の告白 | 星田良子 | 15.7%  |
| vol.11                                                     | 2000年6月19日 | すべてを知った男の決断 | 澤田鎌作 | 12.6%  |
| vol.12                                                     | 2000年6月26日 | 君のために降る雨       | 星田良子 | 18.1%  |
| 平均視聴率 14.9%（視聴率は関東地区・ビデオリサーチ社調べ） |               |                        |          |        |

## 受賞
- 第25回ザテレビジョンドラマアカデミー賞[1]
  - 助演女優賞（深津絵里）